# Wstawaj, szkoda dnia
Wstawaj, szkoda dnia – piosenka polskiego zespołu 2 plus 1 z albumu Nowy wspaniały świat (1972).

## Informacje ogólne
Utwór napisali Janusz Kruk (muzyka) oraz Marek Dutkiewicz (słowa). Pochodzi on z debiutanckiej płyty 2 plus 1, Nowy wspaniały świat. Stał się jednym z największych przebojów z tego albumu i jedną z najpopularniejszych piosenek w całej karierze zespołu. Piosenka zajęła 7. miejsce w konkursie Utwór Roku 1973 czytelników magazynu Non Stop.
Od tytułu piosenki pochodzi nazwa audycji Wstawaj, szkoda dnia nadawanej na antenie RMF FM.

## Pozycje na listach przebojów
| Lista                                 | Pozycja |
| ------------------------------------- | ------- |
| Non Stop                              | 13      |
| Lista Przebojów Rozgłośni Harcerskiej | 2       |
| Panorama                              | 5       |
| Lista Przebojów Studia Rytm           | 9       |

## Inne wykonania
- W 2005 roku Maria Sadowska opublikowała cover „Wstawaj, szkoda dnia” na maxisinglu 2 plus 1: Interpretacje 2005[7].
- W 2008 roku własną wersję piosenki nagrała Gosia Andrzejewicz. Została ona umieszczona na składance Najlepsza muzyka po polsku 2, sygnowanej przez radio RMF FM[8].